# Arnaldo Cézar Coelho

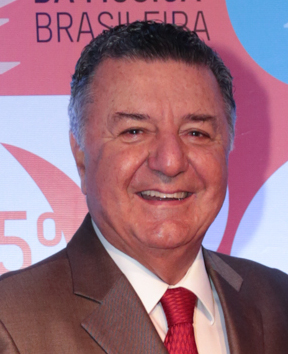
Arnaldo Cézar Coelho (2024)

Arnaldo David Cézar Coelho (* 15. Januar 1943) ist ein ehemaliger brasilianischer Fußballschiedsrichter.

## Karriere
Der brasilianische Schiedsrichter Arnaldo César Coelho nahm im Laufe seiner Karriere an zwei Fußball-Weltmeisterschaften teil. Bei der WM 1978 in Argentinien pfiff er am 10. Juni 1978 das Gruppenspiel zwischen Frankreich und Ungarn. Zudem wurde er in den zwei Gruppenspielen zwischen Schottland und dem Iran am 7. Juni 1978 und am 18. Juni 1978 zwischen Deutschland und der Niederlande als Assistent eingesetzt. Bei der WM 1982 in Spanien leitete er am 29. Juni 1982 das Zwischenrundenspiel zwischen Deutschland und England. Der Höhepunkt seiner Laufbahn war am 11. Juli 1982 die Spielleitung des Finales der WM 1982 zwischen Italien und Deutschland im Estadio Santiago Bernabéu in Madrid. Insgesamt leitete er bei dieser WM zwei Spiele. Zudem wurde er in den drei Gruppenspielen zwischen England und Frankreich am 16. Juni 1982, am 24. Juni 1982 zwischen Algerien und Chile und einen Tag später im abschließenden Gruppenspiel der deutschen Nationalmannschaft zwischen Deutschland und Österreich, das als Nichtangriffspakt von Gijón in die Geschichte einging, als Assistent eingesetzt.